# Bordány
Bordány är en ort i Ungern.   Den ligger i provinsen Csongrád-Csanád, i den centrala delen av landet, 150 km sydost om huvudstaden Budapest. Bordány ligger 88 meter över havet och antalet invånare är 3 097.